# 毎朝新聞
毎朝新聞（まいちょうしんぶん、まいあさしんぶん）
- 徳島県徳島市に所在した毎朝新聞社（まいちょうしんぶんしゃ）が発行していた新聞。現在は廃刊。本項で詳述[1]。
- その他、各地に毎朝新聞という名の新聞が発行されていた。
  - 大坂毎朝新聞（大阪毎朝新聞） 1881年（明治14年）から1885年（明治18年）にかけて大阪で発行された新聞[2]。1881年10月22日（創刊）～1882年12月（第35号で廃刊）[2]、1883年8月（復刊）～1885年5月20日（再度廃刊）[2]。1881年（明治14年）頃の出版社の欄には「大阪新報社内大阪毎朝新聞社」とある[2]。
  - 阪神毎朝新聞 1949年まで国立国会図書館に所蔵
  - 和歌山毎朝新聞 1947年まで国立国会図書館に所蔵
  - 福岡毎朝新聞 1935年発行の「満蒙地理風俗写真大観」、1939年発行「市政五十年の福岡」が国立国会図書館に所蔵
  - 愛知毎朝新聞 1926年発行の「最新自動車総覧」が国立国会図書館に所蔵
- テレビドラマなどに登場する架空の新聞。

## 徳島市の毎朝新聞
1978年3月1日創刊。前身で徳島毎夕新聞社より発行されていた夕刊紙「毎夕新聞」より改題し朝刊紙となる。ブランケット判4ページ。
4コマ漫画「とくさん」（ちかいずみ賢一）が掲載されていた。
創刊4日目の1978年3月4日より「毎朝新聞」のロゴが若干変更されている。
1984年よりブランケット判2ページとなる。
2008年5月8日よりタブロイド判4ページとなる。
徳島県立図書館に1978年3月1日から2008年3月31日分まで収録されている。
国立国会図書館には2008年8月14日まで収蔵されている。その後廃刊となり、2019年現在は本社連絡先住所に社屋は無く、電話番号も登録抹消されている。